# Pulvérières
Pulvérières ist eine französische Gemeinde mit 409 Einwohnern (Stand: 1. Januar 2022) im Département Puy-de-Dôme in der Region Auvergne-Rhône-Alpes. Sie gehört zum Arrondissement Riom und zum Kanton Saint-Ours (bis 2015: Kanton Pontgibaud). 

## Geographie
Pulvérières liegt etwa 17 Kilometer nordwestlich von Clermont-Ferrand. Umgeben wird Pulvérières von den Nachbargemeinden Manzat im Norden, Charbonnières-les-Varennes im Osten, Saint-Ours im Süden sowie Chapdes-Beaufort im Westen.

## Bevölkerungsentwicklung
| Jahr                       | 1962 | 1968 | 1975 | 1982 | 1990 | 1999 | 2006 | 2013 |
| Einwohner                  | 388  | 361  | 312  | 293  | 307  | 308  | 349  | 397  |
| Quellen: Cassini und INSEE |      |      |      |      |      |      |      |      |